# رکینوآ
رکینوآ (به اسپانیایی: Requínoa) یک شهرستان در شیلی است که در کاچاپوآل واقع شده‌است. رکینوآ ۶۷۳٫۳ کیلومتر مربع مساحت و ۲۶٬۰۸۹ نفر جمعیت دارد و ۴۱۶ متر بالاتر از سطح دریا واقع شده‌است.